# 味冈站
味岡站（日语：／ Ajioka eki */?）是一個位於愛知縣小牧市岩崎，屬於名古屋鐵道小牧線的鐵路車站。車站編號為KM04。

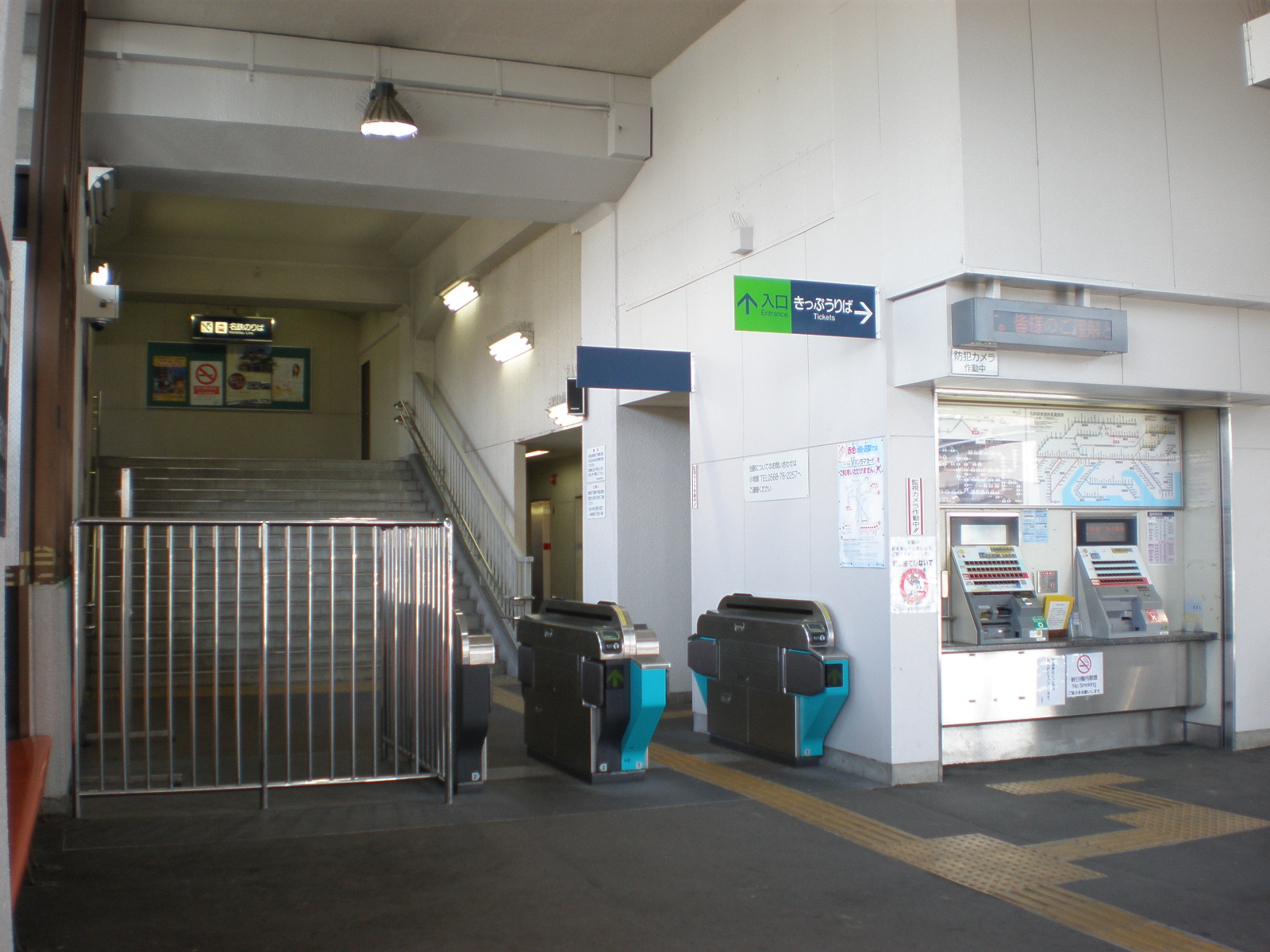
閘口（2009年3月）

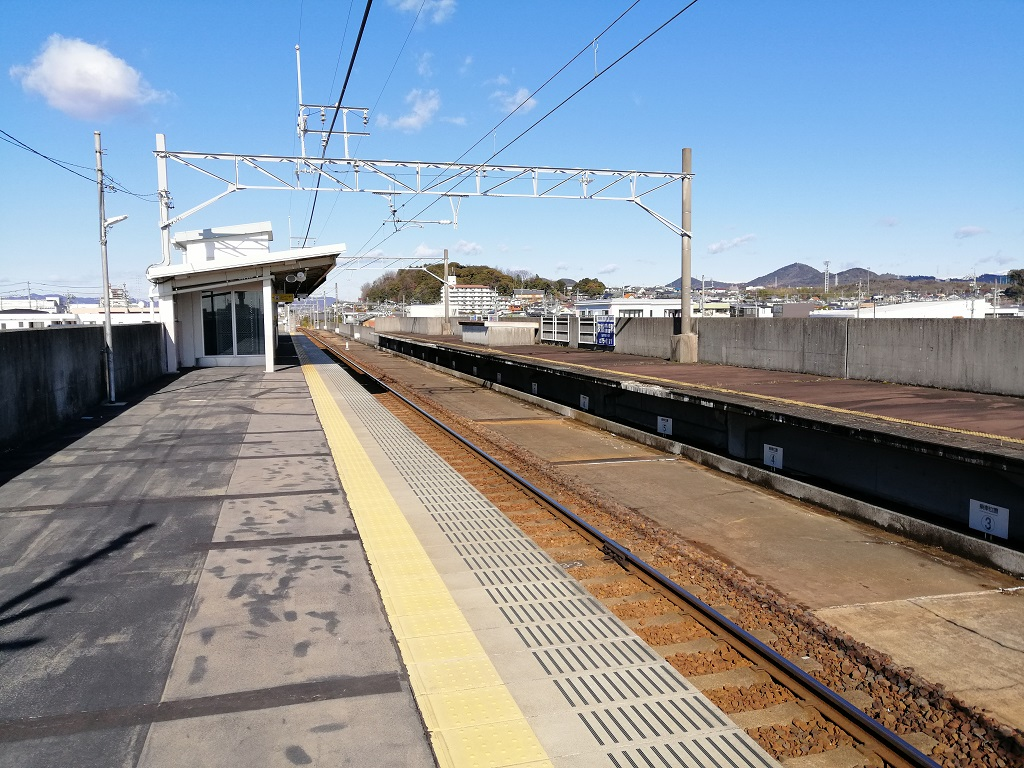
月台（2022年2月）

## 車站結構
對向式月台的高架車站。

### 配置圖
| ← 小牧、 上飯田方向 | 味岡站 構內配線略圖 | → 犬山方向 |
| 图例 参考文献：     |                     |            |

## 相鄰車站
名古屋鐵道
 小牧線
小牧原（KM05）－味岡（KM04）－田縣神社前（KM03）

## 外部連結
- 味岡 - 名古屋鐵道